# Tamluk
Tamluk (Bengalisch: তমলুক, Tamaluk) ist mit etwa 65.000 Einwohnern (Zensus 2011) Verwaltungssitz des westbengalischen Distrikts Purba Medinipur in Indien. Es liegt auf einer Höhe von durchschnittlich 7 Metern über dem Meeresspiegel am rechten Flussufer des Rupnarayan. Die Stadt liegt 55 km südwestlich von Kalkutta.
An der Stelle des Ortes soll im Altertum die Stadt Tamralipta gelegen haben. Archäologische Artefakte aus Kupfer und anderem Material mit griechischen Inschriften sind im Tamralipta Museum in Tamluk aufbewahrt.
Das Gebiet um Tamluk wird hauptsächlich landwirtschaftlich genutzt. Hauptanbauten sind Pan, Cashew, Reis, Bananen, Kokosnuss, Baumwolle und Gemüse.